# Lyttolydulus cinereovestitus
Lyttolydulus cinereovestitus is een keversoort uit de familie van oliekevers (Meloidae). De wetenschappelijke naam van de soort is voor het eerst geldig gepubliceerd in 1876 door Fairmaire.